# ديفيد ماكنزي (مبارز بالسيف)
ديفيد ماكنزي (بالإنجليزية: David McKenzie)‏ هو مبارز بالسيف أسترالي، ولد في 15 يوليو 1936 في سيدني في أستراليا، وتوفي في 10 أغسطس 1981.

## وصلات خارجية
- ديفيد ماكنزي على موقع أوليمبيديا (الإنجليزية)
- ديفيد ماكنزي على موقع اللجنة الأولمبية الأسترالية (الإنجليزية)
- ديفيد ماكنزي على موقع اتحاد ألعاب الكومنولث (مؤرشف) (الإنجليزية)